# نيكولا كالينيتش (كرة سلة)
نيكولا كالينيتش (بالصربية: Никола Калинић) مواليد 8 نوفمبر 1991 في سوبتيتسا، جمهورية صربيا الاشتراكية، هو لاعب كرة سلة صربي. بدأ مسيرته الاحترافية في سنة 2009. يلعب مع نادي فنربخشة. يحمل الرقم 33. مثّل منتخب بلاده. شارك في دورة الألعاب الأولمبية الصيفية سنة 2016.

## المسيرة الاحترافية
لعب مع نادي رادنيتشكي كراغوييفاتس لكرة السلة في موسم 2013–2014، ثم لعب مع نادي ريد ستار لكرة السلة في موسم 2014–2015، ثم لعب مع فنربخشة لكرة السلة في الدوري التركي في سنة 2015.

## سجل المنافسة
شارك في المنافسات التالية:
- كأس العالم لكرة السلة 2014
- الألعاب الأولمبية الصيفية 2016

## الميداليات
| الميدالية | المسابقة                         |
| --------- | -------------------------------- |
| فضية      | الألعاب الأولمبية الصيفية 2016   |
| فضية      | بطولة كأس العالم لكرة السلة 2014 |
| فضية      | ألعاب البحر الأبيض المتوسط 2013  |
| برونزية   | الألعاب الجامعية الصيفية 2013    |

## إحصائيات المسيرة

### بطولات الدوري المحلية
| الموسم  | الفريق                                | الدوري                   | لعب | دقيقة | ميداني% | ثلاثية | حرة  | ارتداد | صنع | SPG | تصدي | نقطة |
| ------- | ------------------------------------- | ------------------------ | --- | ----- | ------- | ------ | ---- | ------ | --- | --- | ---- | ---- |
| 2010–11 | فويفودينا                             | الدوري الصربي لكرة السلة | 23  | 23.2  | .536    | .238   | .806 | 3.4    | .7  | 1.3 | .7   | 7.7  |
| 2011–12 | فويفودينا                             | الدوري الصربي لكرة السلة | 34  | 24.4  | .586    | .323   | .726 | 3.8    | 1.7 | 1.6 | .4   | 9.0  |
| 2012–13 | فويفودينا                             | الدوري الصربي لكرة السلة | 42  | 26.0  | .603    | .381   | .776 | 4.2    | 2.1 | 1.3 | .3   | 10.6 |
| 2013–14 | نادي رادنيتشكي كراغوييفاتس لكرة السلة | الدوري الصربي لكرة السلة | 24  | 22.6  | .429    | .300   | .740 | 3.8    | 1.4 | .9  | .3   | 6.4  |
| 2014–15 | نادي ريد ستار لكرة السلة              | الدوري الصربي لكرة السلة | 18  | 23.1  | .577    | .358   | .627 | 3.9    | 1.9 | 1.5 | .3   | 9.9  |
| 2014–15 | نادي ريد ستار لكرة السلة              | الدوري الأدرياتيكي       | 34  | 22.8  | .618    | .382   | .718 | 4.1    | 1.5 | 1.0 | .6   | 10.1 |

### الدوري الأوروبي
| السنة   | الفريق                   | لعب | بدأ | دقيقة | ميداني% | ثلاثية | حرة  | ارتداد | صنع | استلاب | تصدي | نقطة | أداء |
| ------- | ------------------------ | --- | --- | ----- | ------- | ------ | ---- | ------ | --- | ------ | ---- | ---- | ---- |
| 2014–15 | نادي ريد ستار لكرة السلة | 24  | 10  | 26.0  | .429    | .355   | .627 | 3.9    | 2.0 | .8     | .2   | 9.2  | 9.1  |
| 2015–16 | فنربخشة لكرة السلة       | 29  | 13  | 18.9  | .434    | .242   | .711 | 3.3    | 1.2 | .4     | .2   | 4.6  | 5.4  |
| المسيرة | المسيرة                  | 53  | 23  | 22.1  | .431    | .316   | .655 | 3.6    | 1.5 | .6     | .2   | 6.7  | 7.6  |

## روابط خارجية
- نيكولا كالينيتش على موقع الاتحاد الدولي لكرة السلة (الإنجليزية)
- نيكولا كالينيتش على موقع الدوري الأوروبي لكرة السلة (الإنجليزية)
- نيكولا كالينيتش على موقع الدوري الإسباني لكرة السلة (الإسبانية)
- نيكولا كالينيتش على موقع كرة السلة الأوروبية.كوم (الإنجليزية)
- نيكولا كالينيتش على موقع ريلجم (الإنجليزية)
- نيكولا كالينيتش على موقع بروبوليرز (الإنجليزية)
- نيكولا كالينيتش على موقع سبورتس رفرنس (الإنجليزية)
- نيكولا كالينيتش على موقع اللجنة الأولمبية الدولية (الإنجليزية)
- نيكولا كالينيتش على موقع أوليمبيديا (الإنجليزية)
- نيكولا كالينيتش على موقع اللجنة الأولمبية الصربية (الصربية)